# Cliff Harris
Clifford Allen Harris (Fayetteville, 12 novembre 1948) è un ex giocatore di football americano statunitense che ha militato nel ruolo di safety per tutta la carriera con i Dallas Cowboys della National Football League (NFL). È stato introdotto nella Pro Football Hall of Fame nel 2020.

## Carriera
Harris non fu scelto nel Draft NFL 1970 ma i Cowboys lo invitarono al training camp e lo firmarono come free agent. Superò la scelta del terzo giro Charlie Waters per il ruolo di free safety titolare durante la sua stagione da rookie. Il servizio militare gli fece perdere la seconda parte della stagione ma fece ritorno in tempo per il Super Bowl VI che Dallas vinse sui Miami Dolphins e non lasciò più il ruolo da titolare.
In seguito fece coppia con Waters, formando la coppia di safety migliore della NFL negli anni settata.
Harris fu soprannominato "Captain Crash" dai suoi compagni per i suoi colpi violenti e per l'intensità con cui seguiva il portatore di palla. La safety membro della Pro Football Hall of Fame Larry Wilson disse di Harris: "Penso che sia la migliore safety in attività. Ha cambiato il modo in cui il ruolo viene interpretato. Si vedono squadre che modellano le loro free safety nel modo in cui Harris gioca sui passaggi, intimorendo tutti i giocatori in campo per i suoi duri colpi.". La difesa dei Cowboys si classificò tra le prime dieci ogni anno con Harris nella formazione titolare.
Harris è uno dei soli 13 giocatori della storia ad avere disputato cinque Super Bowl, è stato convocato per sei Pro Bowl consecutivi ed è stato inserito quattro volte nel First-team All-Pro. Tuttavia è ricordato in particolare nel Super Bowl per avere tentato di schernire il kicker dei Pittsburgh Steelers Roy Gerela dopo un field goal sbagliato nel Super Bowl X, solo per essere scaraventato a terra dal linebacker degli Steelers Jack Lambert. I Cowboys furono sorpresi quando annunciò il ritiro nel maggio 1980 all'età di 31 anni per concentrarsi sul business del petrolio.
Harris concluse la carriera con 29 intercetti, che ritornò per 281 yard e un touchdown, e 16 fumble recuperati che ritornò per 91 yard. Giocò anche negli special team nella prima metà della carriera, guadagnando 418 yard su ritorno di punt e 1.622 yard su ritorno di kickoff.

## Palmarès

### Franchigia
- Super Bowl : 2

Dallas Cowboys: VI, XII
- National Football Conference Championship: 5

Dallas Cowboys: 1970, 1971, 1975, 1977, 1978

### Individuale
- Convocazioni al Pro Bowl: 6

1974-1979
- First-team All-Pro: 4

1975-1978
- Second-team All-Pro: 1

1974
- Formazione ideale della NFL degli anni 1970
- Pro Football Hall of Fame (classe del 2020)